# Lista de capítulos de Code Geass
Code Geass é uma franquia de mangás publicados pela editora Kadokawa Shoten. A franquia teve início em 2006, e já conta com 5 títulos de mangá.
No Brasil, é licenciado pela editora JBC e publicado desde janeiro de 2011.

## Lista de volumes

### Lelouch of the Rebellion
O mangá Code Geass: Lelouch of the Rebellion escrito e ilustrado por Majiko! (Ichirō Ōkouchi e Gorō Taniguchi), foi publicado pela editora Kadokawa Shoten na revista Monthly Asuka. Teve 38 capítulos compilados em 8 Volumes lançados entre dezembro de 2006 e março de 2010. Abaixo, os capítulos estão listados por volume, com seus respectivos títulos originais (títulos originais na coluna secundária, os volumes de Lelouch of the Rebellion não são titulados).
No Brasil, foi publicado editora JBC entre janeiro e agosto de 2011.
| - 1. Silêncio e Começo - 2. Fuga à Meia-noite - 3. "Zero" | - 1. 静寂とはじまり (Shijima to Hajimari) - 2. 真夜中の逃亡 (Mayonaka no Tōbō) - 3. "ZERO" |

| - 4. Descanso Breve - 5. Incidente Laranja - 6. Gato, Máscara e Euphemia - 7. Uma Excursão Terrível - 8. Do Outro Lado da Chama | - 4. 束の間の休息 (Tsukanoma no Kyūsoku) - 5. オレンジ事件 (Orenji Jiken) - 6. 猫と仮面とユーフェミア (Neko to Kamen to Yūfemia) - 7. 最悪の親睦旅行 (Saiaku no Shinboku Ryokō) - 8. 焔の向こうに (Homura no Mukō ni) |

| - 9. Chuva... - 10. Resolução - 11. Aquele que é Insubstituível - 12. Cúmplice | - 9. 雨・・・ (Ame...) - 10. 覚悟 (Kakugo) - 11. かけがえのないもの (Kakegae no Nai Mono) - 12. 共犯者 (Kyōhan-sha) |

| - 13. Relógio Quebrado - 14. A Verdade Sobre a Morte - 15. "Kyoto" - 16. A Ordem dos Cavaleiros Negros - 17. Mundo Distorcido | - 13. 壊れた時計 (Kowareta Tokei) - 14. 死の真相 (Shi no Shinsō) - 15. "キョウト" ("Kyōto") - 16. 黒の騎士団 (Kuro no Kishidan) - 17. 歪む世界 (Yugamu Sekai) |

| - 18. Futuro - 19. Zona Administrativa do Japão - 20. Separação - 21. O Som do Colapso - Omake. Aquela Voz, Aquele Verão | - 18. 未来 (Mirai) - 19. 行政特区 日本 (Gyōsei Tokku Nihon) - 20. 決別 (Ketsubetsu) - 21. 崩壊の音 (Hōkai no Oto) - Omake. あの声 あの夏 (Ano Koe, Ano Natsu) |

| - 22. A Escola como uma Gaiola - 23. Paradeiro - 24. Solidão - 25. Tianzi da Federação Chinesa - 26. O Lugar Prometido - Omake. Lelouch Perplexo | - 22. 烏籠の学園 (Karasu Kago no Gakuen) - 23. 居場所 (Ibasho) - 24. 孤独 (Kodoku) - 25. 中華連邦の天子 (Chūka Renpō no Chianji) - 26. 約束の場所 (Yakusoku no Basho) - Omake. 困却のルルーシュ (Konkyaku no Rurūshu) |

| - 27. Algum Dia... - 28. Estação - 29. Mentira e Promessa - 30. Federação das Nações Unidas - 31. Santuário Kururugi - 32. A Luz do Desespero | - 27. いつかきっと・・・ (Itsuka Kitto...) - 28. ステーション (Sutēshon) - 29. 嘘と約束 (Uso to Yakusoku) - 30. 超合集国 (Chōgasshūkoku) - 31. 枢木神社 (Kururugi Jinja) - 32. 絶望の光 (Zetsubō no Hikari) |

| - 33. Aquele que Trai - 34. Mentira e Máscara - 35. Mundo Gentil - 36. Imperador - 37. A Fortaleza Celeste Damocles - 38. Zero Réquiem | - 33. 裏切り者 (Uragiri Mono) - 34. 嘘と仮面 (Uso to Kamen) - 35. 優しい世界 (Yasashī Sekai) - 36. 皇帝 (Kōtei) - 37. 天空要塞ダモクレス (Tenkū Yōsai Damokuresu) - 38. ゼロレクイエム (Zero Rekuiemu) |

### Suzaku of the Counterattack
O mangá Code Geass: Suzaku of the Counterattack escrito e ilustrado por Atsuro Yomino, foi publicado pela editora Kadokawa Shoten na revista Beans Ace. Teve 8 capítulos compilados em 2 volumes lançados entre junho de 2007 e setembro de 2008. Abaixo, os capítulos estão listados por volume (os capítulos de Suzaku of the Counterattack são chamados de Phase, no entanto, nem capítulos nem volumes são titulados).
No Brasil, foi publicado editora JBC entre setembro e outubro de 2011.
| - Phase 1. Phase 2. Phase 3. Extra. |

| - Phase 4. Phase 5. Phase 6. Phase 7. Last Phase. |

### Nightmare of Nunnally
O mangá Code Geass: Nightmare of Nunnally escrito e ilustrado por Tomomasa Takuma, foi publicado pela editora Kadokawa Shoten na revista Comp Ace. Teve 26 capítulos compilados em 5 volumes lançados entre junho de 2007 e abril de 2009. Abaixo, os capítulos estão listados por volume, com seus respectivos títulos originais (títulos originais na coluna secundária, os volumes de Nightmare of Nunnally não são titulados).
No Brasil, foi publicado editora JBC entre novembro de 2011 e março de 2012.
| - 1. A Feiticeira Branca - 2. Knightmare Negro - 3. Nemo, a Máquina Mágica - 4. O Incidente de Kawaguchiko I ~O Fantasma Patriota~ - 5. O Incidente de Kawaguchiko II ~A Princesa Nunnally~ | - 1. 白き魔女 (Shiroki Majo) - 2. 黒き悪夢 (Kuroki Naitomea) - 3. 魔道器ネモ (Madō-ki Nemo) - 4. 河口湖事件Ⅰ －憂国のボウレイ－ (Kawaguchiko Jiken I ~Yūkoku no Bourei~) - 5. 河口湖事件Ⅱ －皇女ナナリー－ (Kawaguchiko Jiken II ~Kōjo Nanarī~) |

| - 6. O Incidente de Kawaguchiko III ~Alice the Speed~ - 7. O Cavaleiro Branco - 8. O Disastre de Saitama I ~A Armadilha de Cornelia~ - 9. O Disastre de Saitama II ~O Ataque de Cornelia~ - 10. O Disastre de Saitama III ~O Rei Demônio Negro~ | - 6. 河口湖事件Ⅲ －アリス・ザ・スピード－ (Kawaguchiko Jiken III ~Arisu za Supīdo~) - 7. 白き騎士 (Shiroki Kishi) - 8. サイタマ事変Ⅰ －コーネリアのワナ－ (Saitama Jihen I ~Kōneria no Wana~) - 9. サイタマ事変Ⅱ －コーネリアを撃て－ (Saitama Jihen II ~Kōneria o Ute~) - 10. サイタマ事変Ⅲ －黒き魔王－ (Saitama Jihen II ~Kuroki Maō~) |

| - 11. Prisão de Felicidade I ~Mao the Refrain~ - 12. Prisão de Felicidade II ~Os Dias de Verão que Nunca Voltarão~ - 13. Prisão de Felicidade III ~Os Dias de Verão que Nunca Voltarão~ - 14. A Batalha de Narita I ~O Colapso da Montanha~ - 15. A Batalha de Narita II ~O Cavaleiro Branco e o Rei Demônio Negro~ | - 11. 幸福の監獄Ⅰ －マオ・ザ・リフレイン－ (Kōfuku no Kangoku I ~Mao za Rifurein~) - 12. 幸福の監獄Ⅱ －戻らぬ夏の日々－ (Kōfuku no Kangoku II ~Modoranu Natsu no Hibi~) - 13. 幸福の監獄Ⅲ －戻れぬ夏の日々－ (Kōfuku no Kangoku III ~Modorenu Natsu no hibi~) - 14. ナリタ攻防Ⅰ －崩れる山－ (Narita Kōbō I ~Kuzureru Yama~) - 15. ナリタ攻防Ⅱ －白き騎士と黒き魔王－ (Narita Kōbō II ~Shiroki Kishi to Kuroki Maō~) |

| - 16. A Batalha de Narita III ~Rescisão do Contrato~ - 17. A Genealogia da Feiticeira I ~A Prisioneira Nunnally~ - 18. A Genealogia da Feiticeira II ~O Processo da Feiticeira~ - 19. A Genealogia da Feiticeira III ~Code Geass~ - 20. O Rei Demônio Rolo I ~Império, Rebelião~ | - 16. ナリタ攻防Ⅲ －契約解除－ (Narita Kōbō III ~Keiyaku Kaijo~) - 17. 魔女の系譜Ⅰ －囚われのナナリー－ (Majo no Keifu I ~Toraware no Nanarī~) - 18. 魔女の系譜Ⅱ －魔女裁判－ (Majo no Keifu II ~Majo Saiban~) - 19. 魔女の系譜Ⅲ －コードギアス－ (Majo no Keifu III ~Kōdo Giasu~) - 20. 魔王ロロⅠ －帝国、動乱－ (Maō Roro I ~Teikoku, Dōran~) |

| - 21. O Rei Demônio Rolo II ~O Perseguidor de Gelo~ - 22. O Rei Demônio Rolo III ~Aqueles que São Artificiais~ - 23. A Ilha de Deus I ~Imperador vs Imperatriz~ - 24. A Ilha de Deus II ~Mundo Gentil~ - 25. A Ilha de Deus III ~The Zero~ - 26. O Rei Demônio Zero | - 21. 魔王ロロⅡ －氷の追跡者－ (Maō Roro II ~Kōri no Tsuiseki-sha~) - 22. 魔王ロロⅢ －つくられし者たち－ (Maō Roro III ~Tsukura re Shi-sha-tachi~) - 23. 神の島Ⅰ －皇帝ｖｓ皇帝－ (Kami no Shima I ~Kōtei vs Kōtei~) - 24. 神の島Ⅱ －優しい世界－ (Kami no Shima II ~Yasashī Sekai~) - 25. 神の島Ⅲ －ザ・ゼロ－ (Kami no Shima III ~Za Zero~) - 26. ゼロの魔王 (Zero no Maō) |

## Tales of an Alternate Shogunate
O mangá Code Geass: Tales of an Alternate Shogunate escrito e ilustrado por Yoshijirō Muramatsu, foi publicado pela editora Kadokawa Shoten na revista Kerokero Ace. Teve 4 capítulos compilados em 1 volume lançado em outubro de 2010. Abaixo, os capítulos estão listados por volume, (o volume de Tales of an Alternate Shogunate não é titulado).

| N.º | Título                                      | Data de lançamento    | ISBN              |
| --- | ------------------------------------------- | --------------------- | ----------------- |
| 1 | Code Geass: Tales of an Alternate Shogunate | 25 de Outubro de 2010 | 978-4-04-715120-8 |
| \| - 1. Zero, o Ladrão Cavalheiro Aparece! - 2. Lancelot Começa a Dançar! - 3. Batalha Decisiva! A Restauração da Ordem Negra - 4. Derrote Perry! A Verdadeira Abertura do Japão ao Mundo!! - Tour pelo Local de Trabalho com a Kallen \| |                                             |                       |                   |
| - 1. Zero, o Ladrão Cavalheiro Aparece! - 2. Lancelot Começa a Dançar! - 3. Batalha Decisiva! A Restauração da Ordem Negra - 4. Derrote Perry! A Verdadeira Abertura do Japão ao Mundo!! - Tour pelo Local de Trabalho com a Kallen       |                                             |                       |                   |

## Renya of Darkness
O mangá Code Geass: Renya of Darkness escrito por Goro Taniguchi e ilustrado por Tomomasa Takuma, foi publicado pela editora Kadokawa Shoten na revista Shonen Ace. Teve 40 capítulos compilados em 7 volumes lançados entre janeiro de 2011 e setembro de 2013. Abaixo, os capítulos estão listados por volume, com seus respectivos títulos originais (títulos originais na coluna secundária, os Volumes de Renya of Darkness não são titulados).
| - 1. Renya Sozinho - 2. O Destino do Emperador - 3. Um Exército Variado - 4. O Homem Chamado Weinberg - 5. Seu Nome é Knightmare | - 1. 蓮夜ひとり (Ren'ya Hitori) - 2. 帝王の運命 (Teiō no Sadame) - 3. 異形の腕 (Igyō no Ude) - 4. ヴァインベルグという男 (Vainberugu to Iu Otoko) - 5. その名はナイトメア (Sono Na wa Naitomea) |

| - 6. Para Aquele da Destruição - 7. O Caminho para Mesh - 8. Dragão - 9. Honra Defeituosa - 10. Permaneço na Aurora - 11. Um Novo Homem | - 6. 破壊は誰がために (Hakai wa Dare ga Tame ni) - 7. メッシへの道 (Messhi e no Michi) - 8. ドラグーン (Doragūn) - 9. 出来そこないの矜持 (Deki Sokonai no Kyōji) - 10. 暁に立つ (Akatsuki ni Tatsu) - 11. 新たなる男 (Aratanaru Otoko) |

| - 12. Não é Maravilhoso - 13. Heresia de Dash - 14. Jornada com a Bruxa - 15. A Batalha de Esteban - 16. O Sonho de Karim - 17. A Vingança é Seguida de Tragédia | - 12. 素敵じゃない (Suteki Janai) - 13. 異端なるダッシュ (Itan'naru Dasshu) - 14. 魔女との旅立ち (Majo to no Tabidachi) - 15. エステバンの戦い (Esuteban no Tatakai) - 16. カリームの夢 (Karīmu no Yume) - 17. 復讐は愁嘆と共に (Fukushū wa Shūtan to Tomo ni) |

| - 18. Um Convite para o Amanhã - 19. Desqualificado Sem o Geass - 20. A Dança de Renya - 21. Como um Líder dos Cavaleiros - 22. Um Golpe Penetrante | - 18. 明日への誘い (Ashita e no Izanai) - 19. ギアスなき失格者 (Giasu naki Shikkaku-sha) - 20. 蓮夜、舞う (Ren'ya, Mau) - 21. 騎士団長として (Kishidan-chō Toshite) - 22. 貫くは一撃 (Tsuranuku wa Ichigeki) |

| - 23. Aqueles Guiados por Futaba - 24. Knights of the Round - 25. Assassino da Realeza - 26. O Exército Amaldiçoado Não Procura por mais Corpos - 27. Ilha do Desespero - 28. A Face da Ambição | - 23. 二葉が導きし者 (Futaba ga Michibikishi Mono) - 24. ナイトオブラウンズ (Naito obu Raunzu) - 25. 皇族殺し (Kōzoku Koroshi) - 26. 呪われし腕は更なる屍を求めん (Norowareshi Ude wa Saranaru Shikabane o Motomen) - 27. 絶望の島 (Zetsubō no Shima) - 28. 野望の貌 (Yabō no Katachi) |

| - 29. O Fim das Mentiras - 30. O Caminho que Você Deveria Escolher - 31. Em Meu Nome - 32. O Conforto de Haltia - 33. O Pedido da Floresta - 34. Onde Ele Pertence | - 29. 嘘の果て (Uso no Hate) - 30. 選ぶべき道 (Erabubeki Michi) - 31. 我が名のもとに (Waga Na no Moto ni) - 32. ハルティアの癒し (Harutia no Iyashi) - 33. フォレストの願い (Foresuto no Negai) - 34. 己が在処 (Ono ga Arika) |

| - 35. O Alvo é o Geass - 36. Em Nome do Domínio - 37. A Existência que o Mundo Não Tem - 38. O Sucessor Demanda a Verdade da Desqualificação - 39. O Mundo Descartado que Renya Buscava - 40. Aquilo que Gera Vida | - 35. 討つべきはギアス (Utsubeki wa Giasu) - 36. 支配の名の下に (Shihai no Na no Shita ni) - 37. 世にあらざる存在 (Yo ni Arazaru Sonzai) - 38. 欠格たる継承者は真実を求める (Kekkakutaru Keishō-sha wa Shinjitsu o Motomeru) - 39. 棄てられし連夜は世界を求める (Suterareshi Ren'ya wa Sekai o Motomeru) - 40. 命あるもの (Inochi aru Mono) |

### Oz the Reflection
O mangá Code Geass: Oz the Reflection é escrito por Chika Toujou e ilustrado por Shigeru Morita, e é publicado pela editora Kadokawa Shoten na revista Comp Ace. Já teve 5 volumes lançados desde agosto de 2012. Abaixo, os capítulos estão listados por volume, com seus respectivos títulos originais (títulos originais na coluna secundária, os Volumes de Oz the Reflection não são titulados).
| - Prólogo - 1. Cavaleiros Glinda - 2. Espada Escarlate - 3. Reflexão | - Prologue - 1. グリンダ騎士団 (Gurinda Kishi-dan) - 2. 緋色の剣 (Hiiro no Ken) - 3. 双貌 (Sōbō) |

| - 4. O Falcão Dança na Escuridão da Capital Imperial - Início - 5. O Falcão Dança na Escuridão da Capital Imperial - Meio - 6. O Falcão Dança na Escuridão da Capital Imperial - Fim - 7. Cavaleiro do Céu - Side Orpheus | - 4. 陰る帝都に舞えよ鷹・前編 (Kageru Teito ni Maeyo Taka - Zenpen) - 5. 陰る帝都に舞えよ鷹・中編 (Kageru Teito ni Maeyo Taka - Chūhen) - 6. 陰る帝都に舞えよ鷹・後編 (Kageru Teito ni Maeyo Taka - Kōhen) - 7. 天空の騎士 (Tenkū no Kishi) - Side Orpheus |

| - 8. Sendo Grandes Heróis Juntos - Prólogo - 9. Sendo Grandes Heróis Juntos - Início - 10. Sendo Grandes Heróis Juntos - Meio - 11. Sendo Grandes Heróis Juntos - Fim - 12. Reconhecendo os Sons dos Passos e Silhueta | - 8. 共に英雄たらんと・Prologue (Tomo ni Eiyū Taranto - Prologue) - 9. 共に英雄たらんと・前編 (Tomo ni Eiyū Taranto - Zenpen) - 10. 共に英雄たらんと・中編 (Tomo ni Eiyū Taranto - Chūhen) - 11. 共に英雄たらんと・後編 (Tomo ni Eiyū Taranto - Kōhen) - 12. 認めの灯りと影法師の靴音 (Mitome no Akari to Kagebōshi no Kutsuoto) |